# Bronx
The Bronx [bɹɑːŋks] (kurz Bronx) ist seit dem 10. Januar 1874 der nördlichste Stadtbezirk (Borough) der US-amerikanischen Metropole New York City. Er deckt sich mit Bronx County, dem am viertstärksten besiedelten County des Bundesstaates New York.

## Geographie

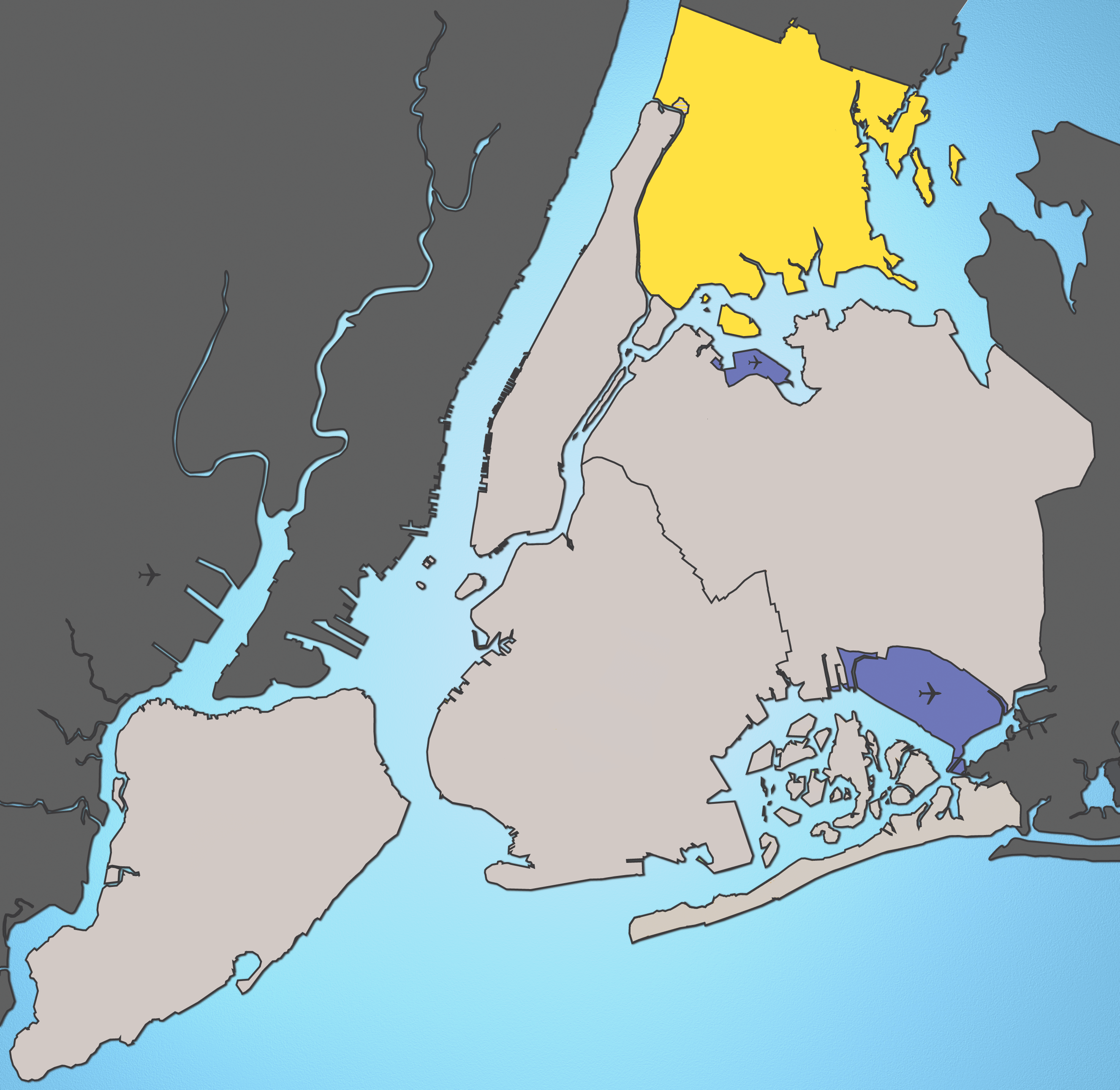
Lage der Bronx (gelb) in New York City. Die Flughäfen La Guardia im Norden und J. F. Kennedy im Süden sind blau eingefärbt.

Die Gesamtfläche der Bronx beträgt 148,7 Quadratkilometer; davon sind 108,9 Quadratkilometer Landfläche und 39,9 Quadratkilometer (zirka 26 Prozent) Gewässer.
Die Bronx wird im Westen durch den Hudson River von Bergen County, New Jersey, und im Südwesten durch den Harlem River von der Insel Manhattan getrennt. Im Südosten bildet der East River die Grenze zu Queens und der Long Island Sound trennt die Bronx von Nassau County auf Long Island. Im Norden grenzt der Stadtbezirk an Westchester County.
Der New Yorker Stadtteil Marble Hill liegt zwar auf dem Festland und wurde bei der Verteilung der Postleitzahlen (ZIP-Code) vom United States Postal Service wie ein Teil der Bronx behandelt, gehört jedoch zu Manhattan.
Der Bronx River entspringt in Westchester County und durchfließt den Stadtbezirk, bis er schließlich im East River mündet. Der Hutchinson River durchzieht die East Bronx und mündet in die Eastchester Bay.

Die Bronx ist der einzige Stadtbezirk von New York City, der nahezu vollständig auf dem nordamerikanischen Festland liegt. Zu ihm gehören aber auch mehrere kleine Inseln im East River und dem Long Island Sound. 

## Bevölkerung
Die Bronx hat annähernd 1,40 Millionen Einwohner (2009) und ist damit nach Staten Island der zweitkleinste der fünf New Yorker Stadtbezirke. Das jährliche Bevölkerungswachstum beträgt 0,5 Prozent (Durchschnitt 2000–2009).
Die Bevölkerung der Bronx ist in der Gesamtbetrachtung sehr multikulturell geprägt. Bedingt durch die anhaltend starke Einwanderung sind heute 41 Prozent aller Einwohner außerhalb der Vereinigten Staaten geboren, wobei die meisten Einwanderer aus der Dominikanischen Republik, Mexiko, Jamaika, Subsahara-Afrika und dem Kosovo stammen. Betrachtet man die verschiedenen Stadtviertel der Bronx einzeln, erscheint die Zusammensetzung der Bevölkerung jedoch weniger vielfältig. Viele Stadtteile – und noch stärker die einzelnen Blocks – sind von bestimmten Bevölkerungs- bzw. Herkunftsgruppen dominiert, was einer deutlichen ethnischen und sozialen Segregation gleichkommt. Der Stadtbezirk spiegelt dabei wie viele Viertel New Yorks die Geschichte der verschiedenen Einwandererwellen in der Stadt wider: Ende des 19. Jahrhunderts kamen zahlreiche Italiener und Iren, Anfang des 20. Jahrhunderts folgten osteuropäische Juden, während der Great Migration kamen in den 1920er Jahren Afroamerikaner, die bald den Bezirk dominierten, in den letzten Jahrzehnten des 20. Jahrhunderts schließlich Einwanderer aus Puerto Rico und Lateinamerika.
Hispanics stellen mit einem Anteil von 52 Prozent die Bevölkerungsmehrheit in der Bronx. Puerto-Ricaner bilden dabei mit einem Anteil von 23 Prozent die insgesamt größte Herkunftsgruppe, weitere 16 Prozent sind Dominikaner und 5 Prozent Mexikaner. Afroamerikaner sowie Einwanderer aus der Karibik und aus Afrika bilden mit 31 Prozent die zweite große Bevölkerungsgruppe. Unter den nicht-hispanischen Weißen, die mit einem Anteil von 12 Prozent an der Gesamtbevölkerung nur eine verhältnismäßig kleine Minderheit ausmachen, sind Italiener und Iren die deutlich größten Gruppen. Unabhängig von der nationalen Herkunft identifiziert sich etwa die Hälfte der Weißen als Juden. Neben diesen und einer kleinen protestantischen Minderheit sind die meisten Einwohner Katholiken. In der Bronx wird zu annähernd gleichen Teilen Spanisch (46 Prozent) und Englisch (44 Prozent) gesprochen.

## Geschichte

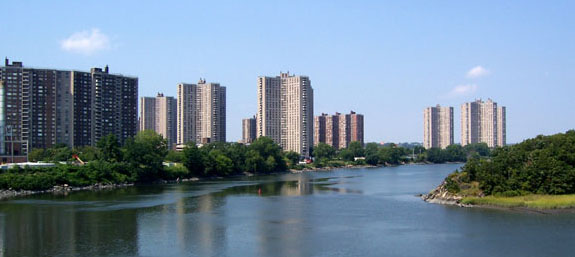
Co-op City ist eine für die Bronx typische Hochhaussiedlung.

1639 ließ sich der in Schweden geborene Siedler Jonas Bronck (* um 1600; † 1643) als erster Europäer mit seiner Familie im Gebiet der heutigen Bronx nieder. Nachfolgende niederländische und englische Siedler bezeichneten den von ihm in der Gegend erworbenen Grund bald als „Bronck’s Land“ und um einen dortigen Besuch anzukündigen, sagte man damals: „We are going to the Bronck’s“. Die heutige Schreibweise des Namens wurde zum ersten Mal im Jahr 1874 verwendet, als man das Gebiet, das ursprünglich zu Westchester County gehörte, zu einem eigenständigen Bezirk machte; das Voranstellen des Artikels wurde beibehalten.
Vor allem in den Jahren nach 1900 wurde das Gebiet rasch urbanisiert und bebaut und erlebte seinen ersten wirtschaftlichen Höhepunkt.
Nach dem Einschnitt der Großen Depression war die Bronx in den 1940er Jahren ein Wohnort der Mittelschicht. Jedoch zogen in der Zeit nach dem Zweiten Weltkrieg immer mehr der früheren europäischstämmigen Bewohner (siehe oben) fort und die Bronx wurde ein Arbeiter- und Armenviertel.
Die Bronx wurde ab den 1960er Jahren weltweit vor allem dafür bekannt, ein sozialer Brennpunkt mit hoher Kriminalitätsrate zu sein. Bandenkriminalität, Autodiebstahl, Drogen und Raubüberfälle waren tagsüber zumindest im südlichen Teil der Bronx (South Bronx) Alltag. Wie in der ganzen Stadt New York ging auch in der Bronx ab den 1990er Jahren die Kriminalität erheblich zurück, so dass die Zustände der 1970er und 1980er Jahre heute weitestgehend Vergangenheit sind. Die Anzahl der in der Bronx begangenen Verbrechen verringerte sich von 1990 bis 2007 um 73 Prozent, die Zahl der Raubüberfälle pro Tag sank von 49 auf 13.
Wenig bekannt ist, dass es im Stadtbezirk Bronx nicht nur billige Mietshäuser und Sozialwohnungen, sondern auch Wohnviertel des Mittelstandes wie Spuyten Duyvil gibt. Dennoch sind insgesamt nur rund 20 Prozent der Haushalte in der Bronx Eigenheime, für die USA ein äußerst niedriger Wert.
Die Bronx kann als „Schlafstadt“ für Manhattan bezeichnet werden, da sie bei über 1,3 Millionen Einwohnern nur etwa 220.000 Arbeitsplätze, zugleich aber 87.000 Ein-Personen-Firmen aufweist.
Die Brandkatastrophe in der Bronx 2017 forderte zwölf, die des Jahres 2022 17 Tote.

### Historische Objekte

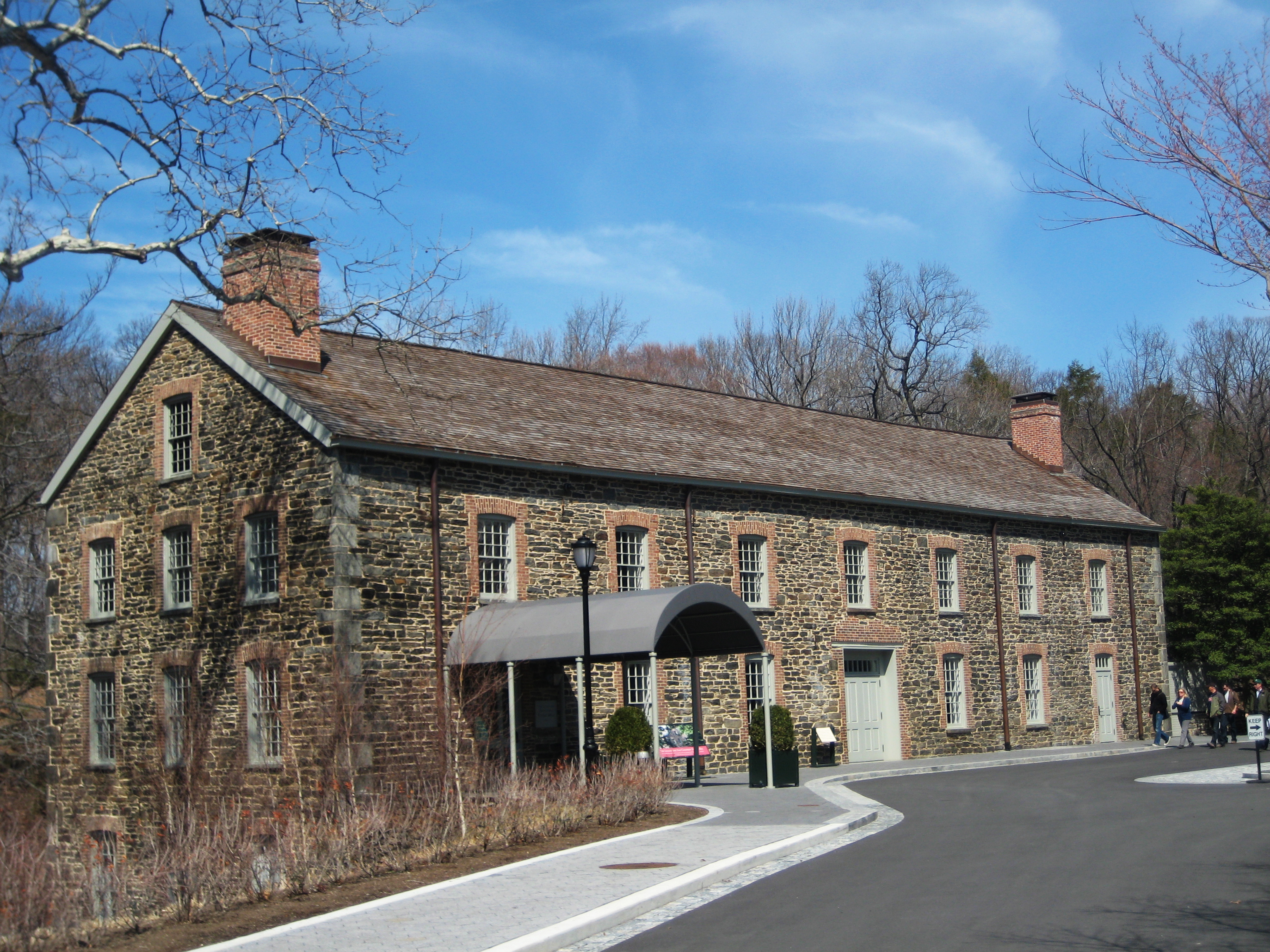
Lorillard Snuff Mill (2011)

Abseits des U.S. Highway 1 liegt die Lorillard Snuff Mill (auch bekannt als Old Snuff Mill). Die historische Schnupftabakmühle wurde am 22. Dezember 1977 vom National Register of Historic Places als Denkmal mit der Nummer 77000935 aufgenommen und ist als National Historic Landmark anerkannt.
Acht Orte haben den Status einer National Historic Landmark. 66 Bauwerke und Stätten des Countys sind insgesamt im National Register of Historic Places eingetragen (Stand 17. Februar 2018).

## Kultur
Durch die afro- und puertoamerikanische Bevölkerung entwickelten sich hier in den späten 1960ern die Ursprünge des Hip-Hop und des Breakdance.
Charakteristisch für die Gegend um das Yankee Stadium sind die zahlreichen hispanischen Restaurants, in denen man Spezialitäten aus der Karibik finden kann, beispielsweise die beliebten Mofongos, eine Art großer Mehlkloß, der auch mit Fleisch gefüllt sein kann.
In der Bronx gibt es zahlreiche Gelegenheiten, günstig einzukaufen, etwa auf der Fordham Road, die sich durch die gesamte Bronx erstreckt.
Die Bronx ist ebenso ein sehr beliebter Drehort der amerikanischen Filmindustrie. Seit den 1950er Jahren wurden dort mehr als 80 Filme gedreht, darunter The Wanderers.

### Sport
Die bekannteste Sportstätte der Bronx ist das an der 161st Street gelegene Yankee Stadium, in dem regelmäßig Baseballspiele der New York Yankees und Fußballspiele des New York City FC ausgetragen werden.

## Sehenswürdigkeiten
Bronx Zoo

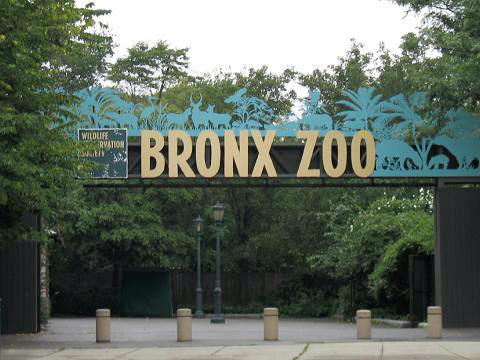
Eingang Asia Gate

Der Bronx Zoo, mit vollem Namen „International Wildlife Conservation Park“, ist ein Zoologischer Garten in New York. Gegründet wurde der Zoo 1899. Mit mehr als 300 ha Fläche ist er der größte Zoo von New York und der größte in einer Stadt befindliche Zoo in den USA. Zum Zoo wird auch der New York Botanical Garden gezählt, der nördlich anschließt.
Im Park leben mehr als 4300 Tiere, die 765 verschiedenen Arten angehören. Die Aufteilung wurde dabei nach geographischen Gesichtspunkten getroffen. Wird im Norden am Rainey Gate Entrance ein Rundgang im Uhrzeigersinn begonnen, so durchstreifen Besucher folgende Erdteile: Nordamerika, Asien, Afrika und Südamerika. Im Bronx Zoo sind viele Tierarten zu finden, die in freier Wildbahn schon ausgestorben sind.

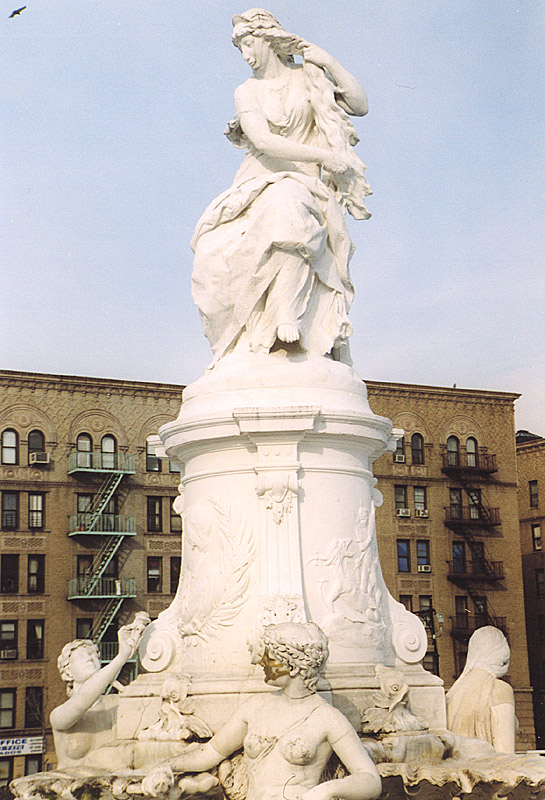
Heinrich-Heine-Denkmal
Das Heinrich-Heine-Denkmal, im Englischen als Lorelei Fountain bezeichnet, ist ein aus weißem Laaser Marmor gestalteter Brunnen, der dem Andenken an den deutschen Dichter und Schriftsteller Heinrich Heine gewidmet ist. Das Denkmal sollte ursprünglich in Heines Heimatstadt Düsseldorf aufgestellt werden. Die antisemitische und nationalistische Agitation im Deutschen Reich verhinderte jedoch, dass das Denkmal zu Heines 100. Geburtstag im Jahre 1897 fertiggestellt und eingeweiht werden konnte. Stattdessen wurde es am 8. Juli 1899 im Beisein des Bildhauers Ernst Herter im New Yorker Bezirk Bronx enthüllt. Das Denkmal steht am südlichen Ende des Joyce-Kilmer-Parks an der 161. Straße und Grand Concourse gegenüber einem Gerichtsgebäude (District Court).
Poe Cottage

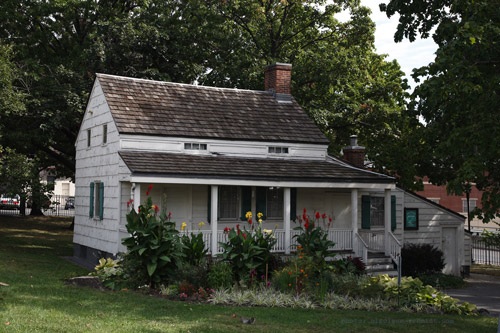
Poe-Cottage in Fordham, heute Bronx

Edgar Allan Poes letztes Wohnhaus ist heute ein restauriertes und allgemein zugängliches Museum. Er lebte im damaligen Vorort Fordham von 1846 bis 1849. Hier starb seine Frau und Cousine Virginia Clemm Poe, das Vorbild seiner Annabel Lee. Poe Cottage wurde 1913 um 140 Meter von seinem ursprünglichen Platz verschoben. Es liegt dem Poe Park gegenüber an der Kingsbridge Road in der Bronx.
Grand Concourse
Für Architekturbegeisterte sind die zahlreichen Art-déco-Gebäude entlang des Grand Concourse interessant. Diese nach dem Pariser Vorbild der Champs-Élysées geplante Nord-Süd-Hauptverbindung, wurde in den 1920er und 1930er Jahren von einer U-Bahn untertunnelt („Concourse Line“), danach folgte ein Bauboom im Art déco und Streamline-Moderne-Stil. Neben Theatern, Hotels und öffentlichen Gebäuden (Gerichtsgebäude) entstanden hier u. a. zahllose elegante Wohnhäuser.

### Weitere Parkanlagen
- Bronx Park
- Crotona Park
- Woodlawn Cemetery
- Pelham Bay Park
- Saint Raymonds Cemetery
- Van Cortlandt Park
- Wave Hill

## Wirtschaft und Infrastruktur

### Wirtschaft
Die Bronx zählt zu den strukturschwachen Counties der Vereinigten Staaten. Das jährliche Pro-Kopf-Einkommen liegt mit 17.464 US-Dollar weit unter dem Landesdurchschnitt von 27.466 US-Dollar. Die Arbeitslosenquote ist mit 10,3 Prozent ebenfalls deutlich höher als in den Vereinigten Staaten insgesamt (6,4 Prozent). Der Anteil der Personen, die unterhalb der Armutsgrenze leben, ist in der Bronx mit 27,8 Prozent mehr als doppelt so hoch wie im amerikanischen Durchschnitt (13,2 Prozent). Zudem ist der Wohlstand unter den verschiedenen Bevölkerungsgruppen sehr ungleich verteilt.
→ Für weitere Informationen zur wirtschaftlichen Lage der Bevölkerungsgruppen siehe: Demografie der Bronx

### Verkehr

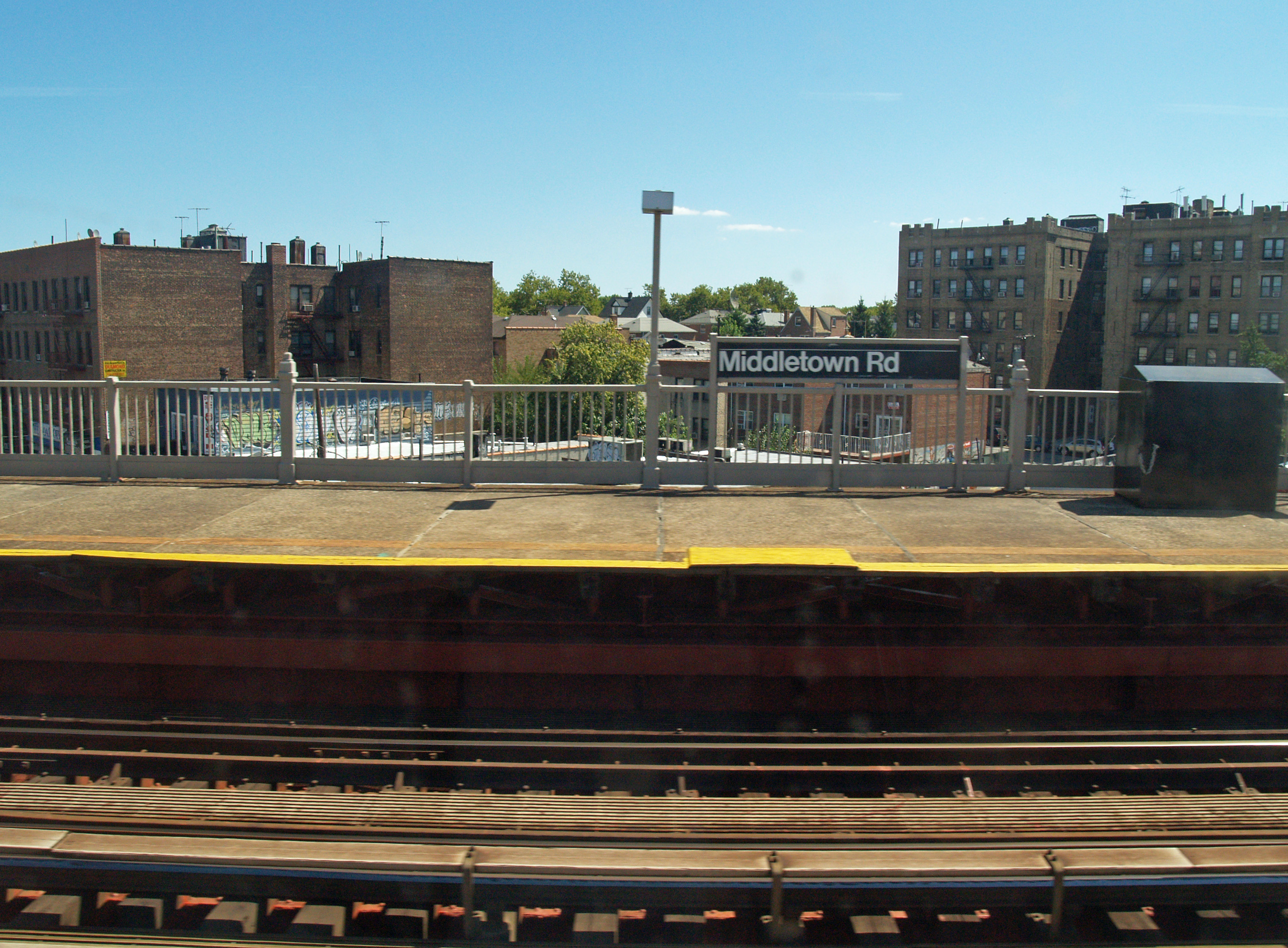
Typische U-Bahn-Station in der Bronx

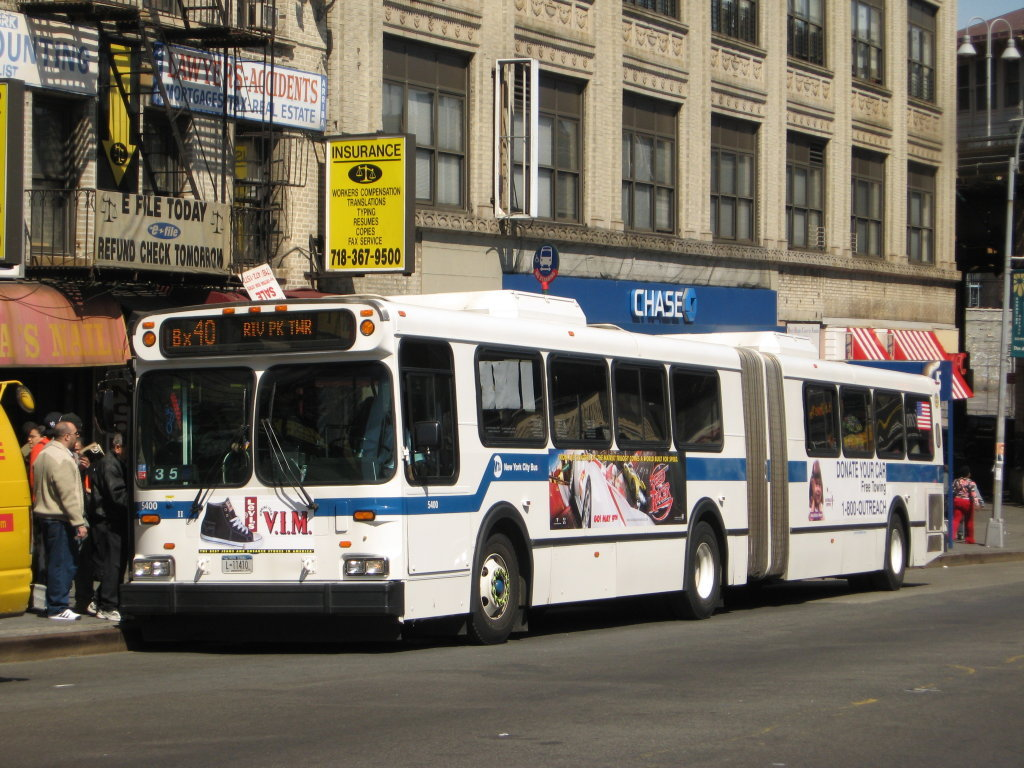
Ein Stadtbus in der Bronx

Die Bronx wird von den Linien , , ,  (Express), ,  und  der New York City Subway in Nord-Süd-Richtung durchquert und ist so an das südlich gelegene Manhattan angeschlossen. Die U-Bahn verkehrt in der Bronx großteils aufgeständert als Hochbahn. Je nachdem, von welchem der insgesamt 71 U-Bahnhöfe in der Bronx man startet, wird Midtown Manhattan in etwa 30 bis 40 Minuten Fahrzeit erreicht. Die nördlichen Linienendpunkte liegen bis zu 20 Kilometer von Midtown Manhattan entfernt. Einige Linien verkehren abschnittsweise als Express und durchfahren zahlreiche Bahnhöfe, um die Fahrzeit ins Stadtzentrum so niedrig wie möglich zu halten. Die U-Bahn verkehrt rund um die Uhr. Ost-West-Verbindungen innerhalb der Bronx werden von zahlreichen Stadtbuslinien übernommen.
Das Fährunternehmen NYC Ferry bedient mit der Soundview-Route (SV) Fähranlegestellen in den Stadtteilen Soundview (Clason Point) und Throgs Neck (Ferry Point Park). Von dort gelangt man zu mehreren Anlegern in Manhattan und dem Fährknoten Pier 11 in Lower Manhattan.

## Stadtteile
Der Stadtbezirk (Borough) The Bronx ist in 12 Community Districts unterteilt, die wiederum in 59 Stadtteile (Neighborhoods) gegliedert werden.

### Borough Presidents
Der Borough President ist seit 1898 der gewählte Vorsteher des Stadtbezirks:
- 1898–1909 Louis F. Haffen
- 1909–1910 John F. Murray
- 1910–1914 Cyrus C. Miller
- 1914–1918 Douglas Mathewson
- 1918–1934 Henry Bruckner
- 1934–1962 James J. Lyons
- 1962–1966 Joseph F. Periconi
- 1966–1970 Herman Badillo
- 1970–1979 Robert Abrams
- 1979–1987 Stanley Simon
- 1987–2002 Fernando Ferrer
- 2002–2009 Adolfo Carrión
- seit 2009  Ruben Diaz Jr.

## Persönlichkeiten
Viele Prominente wurden in der Bronx geboren und/oder sind dort aufgewachsen. Eines der berühmtesten Beispiele hierfür ist die aus Puerto Rico stammende Sängerin Jennifer Lopez (* 1969), die in ihrem Lied Jenny from the Block von ihrer Kindheit in der South Bronx erzählt. Ihr Album On The Six ist nach dem Zug der Linie 6 benannt, der ihr Heimatviertel Parkchester, eine symmetrisch angelegte, aus Hochhäusern bestehende Wohnsiedlung, anfährt.
Weitere Beispiele sind der Rapper Fat Joe (* 1970) oder die hispanische Boyband Aventura, die in Europa einen Nummer-eins-Hit mit ihrem Titel Obsesión landete.
Ebenfalls stammen noch folgende Persönlichkeiten aus der Bronx:
- Ace Frehley (* 1951), Musiker
- Al Pacino (* 1940), Schauspieler, Filmregisseur und Filmproduzent
- Alan Heim (* 1936), Filmeditor und Oscarpreisträger
- Alan Merrill (1951–2020), Sänger, Gitarrist, Songschreiber, Schauspieler und Model
- Amy Heckerling (* 1954), Filmregisseurin und Drehbuchautorin
- Andrea Navedo (* 1977), Schauspielerin und Sängerin
- Angela Bofill (1954–2024), R&B-Sängerin
- Anne Bancroft (1931–2005), Schauspielerin
- Anthony Francis Mestice (1923–2011), römisch-katholischer Weihbischof in New York
- Art Donovan (1925–2013), American-Football-Spieler
- Arthur Bisguier (1929–2017), Großmeister im Schach
- Arthur Lichte (* 1949), General der United States Air Force
- Arthur Ripley (1897–1961), Drehbuchautor, Filmregisseur und Filmproduzent
- Barbara Rosenthal (* 1948), Avantgarde-Künstlerin und Autorin
- Barbara Scolaro (* 1966), Schauspielerin und Synchronsprecherin
- Bella Abzug (1920–1998), Politikerin, Feministin und Friedenskämpferin
- Bernard Bachrach (1939–2023), Historiker, Hochschullehrer
- Bess Myerson (1924–2014), Schauspielerin, Model und Politikerin
- Big Pun (1971–2000), Rapper, Songwriter und Schauspieler
- Bill Polian (* 1942), American-Football-Funktionär
- Billy Joel (* 1949), Sänger, Pianist und Songschreiber
- Bobby Van (1928–1980), Schauspieler, Tänzer und Fernsehmoderator
- Bruce Altman (* 1955), Film- und Fernsehschauspieler
- Bruce Harris (* 1979), Jazzmusiker
- Buddy Arnold (1926–2003), Jazzmusiker
- Calvin Klein (* 1942), Modedesigner
- Cara Buono (* 1974), Schauspielerin
- Cardi B (* 1992), Rapperin
- Carl Reiner (1922–2020), Schauspieler, Komiker, Filmregisseur, Produzent, Drehbuch- und Buchautor
- Carroll O’Connor (1924–2001), Schauspieler
- Chaim Potok (1929–2002), jüdischer Schriftsteller und Rabbiner
- Chino XL (1974–2024), Rapper
- Colin Powell (1937–2021), Offizier und Politiker
- Constance Ford (1923–1993), Schauspielerin
- Cuba Gooding Jr. (* 1968), Schauspieler und Oscar-Preisträger
- Cus D’Amato (1908–1985), Boxtrainer
- Damaine Radcliff (* 1979), Schauspieler
- Daniel Libeskind (* 1946), Architekt und Stadtplaner polnisch-jüdischer Herkunft
- Dava Sobel (* 1947), Schriftstellerin
- Denzel Washington (* 1954), Schauspieler, Regisseur und Filmproduzent
- Diahann Carroll (1935–2019), Schauspielerin und Sängerin
- Diane Lampert (1924–2013), Liedtexterin und Drehbuchautorin
- Dick Miller (1928–2019), Schauspieler und Drehbuchautor
- Dion DiMucci (* 1939), Pop-, Rock-’n’-Roll- und Bluessänger und Songschreiber
- Dolores Hope (1909–2011), Sängerin
- Don DeLillo (* 1936), Schriftsteller
- Don Kirshner (1934–2011), Musikverleger, -Produzent und -Promoter
- Donald E. Rosenblum (1929–2022), Generalleutnant der United States Army
- Dutch Schultz (1901–1935), Mobster
- E. L. Doctorow (1931–2015), Schriftsteller und Publizist
- Edward Koch (1924–2013), Politiker
- Edward S. Feldman (1929–2020), Film- und Fernsehproduzent
- Elon Gold (* 1970), Schauspieler, Comedian, Drehbuchautor und Produzent
- Fat Joe (* 1970), Rapper
- Fiorello LaGuardia (1882–1947), Politiker
- Francis Frederick Reh (1911–1994), römisch-katholischer Bischof
- Frank Lovejoy (1912–1962), Schauspieler
- Fred C. Trump (1905–1999), Immobilien-Unternehmer
- Fred Weintraub (1928–2017), Nachtclubunternehmer, Filmproduzent und Drehbuchautor
- Freddie Gruber (1927–2011), Jazz-Schlagzeuger und Musikpädagoge
- Gabriel Macht (* 1972), Schauspieler
- Garry Marshall (1934–2016), Filmregisseur, Schauspieler und Filmproduzent
- George DeTitta Sr. (1930–2024), Szenenbildner
- Grace Paley (1922–2007), Dichterin, Schriftstellerin und politische Aktivistin
- Grandmaster Caz (* 1961), MC, Rapper, Songwriter und DJ
- Grandmaster Flash (* 1958), DJ
- Grand Wizard Theodore (* 1963), DJ
- Gray Davis (* 1942), Politiker
- Gregory Masurovsky (1929–2009), Zeichner, Grafiker, Radierer, Lithograf und Buchillustrator
- Hank Greenberg (1911–1986), Baseballspieler
- Harold Sanford Kant (1931–2008), Showgeschäftsanwalt für Musikbands und professioneller Pokerspieler
- Harry Bugin (1929–2005), Filmschauspieler und Bühnenschauspieler
- Herbert Zeiger (1925–2011), Physiker
- Inspectah Deck (* 1970), MC und Hip-Hop-Produzent
- Ira Levin (1929–2007), Schriftsteller, Drehbuchautor und Dramatiker
- Jake LaMotta (1922–2017), Boxer
- James Caan (1940–2022), Schauspieler
- James F. Collins (1905–1989), Viersterne-General der United States Army
- Jennifer Lopez (* 1969), Sängerin
- Jerry Orbach (1935–2004), Schauspieler
- Joan Wolf (* 1951), Schriftstellerin
- Joe Venuto (1929–2019), Jazz- und Studiomusiker
- Joel Hirschhorn (1937–2005), Komponist und Songschreiber
- Joey Archer (1938–2025), Boxer
- Joey Bishop (1918–2007), Sänger, Schauspieler und Showmaster
- John Berry (1917–1999), Filmregisseur, Drehbuchautor, Schauspieler und Filmproduzent
- John Erskine (1879–1951), Schriftsteller und Pianist
- John Fedorowicz (* 1958), Schachmeister
- John B. Williams (* 1941), Jazz-Bassist
- Joseph O’Hare (1931–2020), Ordensgeistlicher
- Joy Bryant (* 1976), Schauspielerin, Fotomodell und Mannequin
- Judd Hirsch (* 1935), Schauspieler
- Judy Reyes (* 1967), Schauspielerin
- Julius Schwartz (1915–2004), Herausgeber von Comicheften und Pulp-Magazinen, sowie Agent von Science-Fiction-Schriftstellern
- June Allyson (1917–2006), Schauspielerin
- Kalief Browder (1993–2015), Justizopfer
- Kalil Madi (1921–2007), Jazzmusiker
- Kat DeLuna (* 1987), R&B- und Dancehall-Sängerin mit dominikanischen Wurzeln
- Keith Tapia (* 1990), puerto-ricanischer Boxer
- Kool DJ Herc (* 1955), US-amerikanisch-jamaikanischer DJ und Produzent
- KRS-One (* 1965), Rapper, Musik-Produzent und Graffiti-Writer
- Larry Ellison (* 1944), Gründer des US-Softwarekonzerns Oracle
- Larry Silver (* 1934), Fotograf
- Larry Tesler (1945–2020), Informatiker
- Laura Nyro (1947–1997), Sängerin und Songautorin
- Lawrence Bender (* 1957), Filmproduzent
- Lawrence B. Slobodkin (1928–2009), Ökologe
- Lawrence Weiner (1942–2021), bildender Künstler
- Leo Bersani (1931–2022), Literaturtheoretiker und Hochschulprofessor
- Linda Lovelace (1949–2002), Pornodarstellerin
- Liza Colón-Zayas (* 1972), Theater- und Filmschauspielerin
- Lloyd C. Blankfein (* 1954), Bankmanager
- Lord Finesse (* 1970), Rap-Veteran
- Mae Questel (1908–1998), Schauspielerin und Synchronsprecherin
- Madeline Lee Gilford
- Marilyn Hacker (* 1942), Autorin, Übersetzerin und Dichterin
- Mark McKenzie (* 1999), Fußballspieler
- Martin Balsam (1919–1996), Schauspieler
- Marty Glickman
- Mary Higgins Clark (1927–2020), Autorin
- Mary J. Blige (* 1971), Sängerin, Songwriterin und Schauspielerin
- Margaret Bourke-White (1904–1971), Fotoreporterin
- Marvin E. Newman (1927–2023), Fotograf
- Max Desfor (1913–2018), Fotograf
- Max J. Rosenberg (1914–2004), Filmproduzent
- Max Kellerman
- Mel London (1923–2015), Filmemacher und Sachbuchautor
- Melle Mel (* 1961), Hip-Hop-Musiker
- Michael Landes (* 1972), Schauspieler
- Michael Marcel (* 1988), Schauspieler
- Morty Geist (1928–2017), Jazz- und Unterhaltungsmusiker
- Murray Rothbard (1926–1995), Ökonom und politischer Philosoph
- Naomi Replansky (1918–2023), Lyrikerin
- Natalie Angier (* 1958), Wissenschaftsjournalistin und Sachbuchautorin
- Nate Archibald (* 1948), Basketballspieler
- Neil Simon (1927–2018), Dramatiker und Drehbuchautor
- Nestor Serrano (* 1955), Schauspieler
- Nick Sandow (* 1966), Schauspieler
- Orrin Keepnews (1923–2015), Jazz-Produzent
- Paddy Chayefsky (1923–1981), Autor und Komponist
- Parris Glendening (* 1942), Politiker
- Paul Knopf (1927–2023), Jazzpianist und Komponist
- Penny Marshall (1943–2018), Filmregisseurin, Filmproduzentin und Schauspielerin
- Percee P (* 1969), Underground Hip-Hop-Künstler
- Phil Spector (1939–2021), Musikproduzent
- Philip Zimbardo (1933–2024), Professor für Psychologie
- Quentin Fiore (1920–2019), Grafikdesigner
- Ralph Lauren (* 1939), Modedesigner
- Ray Mantilla (1934–2020), Jazzschlagzeuger und Perkussionist
- Richard Price (* 1949), Schriftsteller und Drehbuchautor
- Regina Spektor (* 1980), Sängerin, Pianistin und Songwriterin
- Regis Philbin (1931–2020), Fernsehmoderator
- Reuben Hersh (1927–2020), Mathematiker
- Rob Reiner (* 1947), Filmregisseur, -produzent und Schauspieler
- Robert Gossett (* 1954), Schauspieler
- Robert Anthony Brucato (1931–2018), Geistlicher und römisch-katholischer Weihbischof in New York
- Robert Mark Kamen (* 1947), Drehbuchautor
- Roberta Peters (1930–2017), Opern-, Operetten-, Musical-, Lied- und Konzertsängerin
- Ron Galella (1931–2022), Fotograf
- Sal Mineo (1939–1976), Schauspieler und Sänger
- Saquon Barkley (* 1997), American-Football-Spieler
- Showbiz and A.G.
- Sonia Manzano
- Stan Getz (1927–1991), Saxophonist
- Stanley Kubrick (1928–1999), Regisseur, Produzent, Drehbuchautor und Fotograf
- Stephen Balzer (1864(?)–1940), Unternehmer, Erfinder, Techniker, Motorenkonstrukteur, Automobil- und Luftfahrtpionier
- Syd Hoff (1912–2004), Cartoonist und Kinderbuchautor
- Sylvia Sidney (1910–1999), Schauspielerin
- Tanya Roberts (1955–2021), Schauspielerin
- Ted Husing (1901–1962), Journalist
- Tim Dog (1967–2013), Rapper
- T La Rock (* 1961), Old-School-Rapper
- Tom Carnase (* 1939), Schriftdesigner, Grafikdesigner und Typograf
- Tony Curtis (1925–2010), Filmschauspieler, Maler, Autor und Künstler
- Tyler Alvarez (* 1997), Schauspieler
- Tyson Beckford (* 1970), Schauspieler und Model
- Victor Argo (1934–2004), Schauspieler puerto-ricanischer Abstammung
- Vince Gironda (1917–1997), Bodybuilder
- Walter T. Galligan (1925–2010), Generalleutnant der United States Air Force
- Walter Kross (* 1942), General der United States Air Force
- Walter Philip Kellenberg (1901–1986), Geistlicher
- Will Calhoun (* 1964), Rock- und Fusion-Schlagzeuger
- William Parker (* 1952), Jazz-Bassist
- William Lewis Safire (1929–2009), Publizist
- Yehudi Menuhin (1916–1999), Violinist, Bratschist und Dirigent